# Graphisme africain

## Historique de l'écriture
Le graphisme provient du grec « graphein » qui signifie écrire. Écrire, c’est « tracer des caractères ». Si on remonte dans l’origine et la compréhension du terme, écrire peut très bien signifier « inciser », « tailler » ce qui laisse à penser que la pierre ou la poterie ont été les premiers supports. De plus, on remarque qu’à la base, rien dans l’étymologie du mot écrire renvoie à la langue, à l’idée que ces premiers graphismes  servaient à la transcrire. À l’époque des hommes préhistoriques, ils créaient des peintures qui n’avaient pas seulement pour finalité d’être beau, mais selon le professeur Hubert Reeves d’être « une communication vers l’au-delà, à travers le chaman ». Ainsi, on comprend que l’objectif du graphisme était et est toujours de passer un message (de communication) en image.
C’est la civilisation égyptienne qui fut une des premières civilisations à être les ancêtres de la communication par l’image et la seule civilisation à avoir une véritable écriture sur le continent africain. Cette écriture particulière et complexe (écriture riche de plus de 750 signes) n’était pas la langue quotidienne, mais le langage de communication avec les dieux. Ces hiéroglyphes voulaient décrire « toutes les classes d’êtres que renferme la création ». Quant aux peuples  d’Afrique du nord, leur écriture est le résultat de plusieurs choses (évolution, emprunt, ou conquête). Il existe des alphabets africains, mais ils sont récents et revendiqués par leurs créateurs  tel que l’alphabet wolof ou bien le système de pictogramme du bété. Ainsi, la plupart de ces alphabets sont à la fois inspirés des traditions graphiques du pays et de l’influence extérieure (soit avec l’arabe, la langue religieuse ou bien la langue coloniale) mais aussi d’un profond besoin identitaire et peut être même politique. En effet, la plupart des langues africaines sont retranscrites dans l’alphabet latin et quand il s’agit d’inventer une écriture, c’est toujours la référence latine qui domine « cette domination sémiologique peut paraître bénigne elle n’en témoigne pas moins, à sa façon, du pouvoir pris par l’occident sur le reste du monde. »

## Naissance du design graphique africain
On comprend donc tout le paradoxe qui apparaît : il existe des langues africaines mais il n’y a pas de réelles écritures africaines, car la plupart sont des créations récentes (entre le XIXe et le XXe siècle) inspiré par d’autres. Sans oublier, le rôle qu’à jouer la colonisation dans ses pays en modifiant le système de communication.
En 1999 le designer graphique, Saki Mafundikwa, d’origine zimbabwéenne qui a fait ses études aux États-Unis, décide de retourner dans son pays natal afin d’y créer une école d’art graphique. Il monte l’école Ziva qui est un acronyme pour Zimbabwe Institute of Vigital Arts, qui signifie aussi « connaissance » dans la langue Shona. L’ambition de cette école est de créer un nouveau langage visuel qui s’inspirerait de la culture africaine. De se réapproprier toute son histoire à travers les sculptures fétiches, le textile, la peinture mais aussi des religions « autochtones ». D’apporter un regard nouveau au design graphique sans être dominé et confiné seulement par le design européen et occidental. Ainsi, cette école est une des rares en Afrique à proposer des cours spécifiques au design graphique ; elle  accueille des élèves qui viennent aussi bien de la Tanzanie, du Kenya, du Soudan que du Mozambique ou bien de la Zambie.